# Leandro Cufré
Leandro Damián Cufré (La Plata, 9 maggio 1978) è un allenatore di calcio ed ex calciatore argentino, di ruolo difensore, vice allenatore della nazionale venezuelana.

## Carriera

### Giocatore

#### Club
Dopo aver militato per sei stagioni nel Gimnasia La Plata, il 28 agosto 2001 è stato acquistato dalla Roma per sei miliardi di lire. Con il club capitolino ha firmato un contratto quinquennale. L'esordio ufficiale in maglia giallorossa è avvenuto l'11 novembre 2001, in Piacenza-Roma (2-1), gara di andata degli ottavi di finale di Coppa Italia. L'esordio in campionato, invece, è avvenuto la stagione successiva: il 22 settembre 2002 ha disputato da titolare l'incontro Roma-Modena (1-2). Nella stessa stagione ha debuttato nelle competizioni europee: il 17 settembre 2002 ha giocato il primo tempo dell'incontro di Champions League Roma-Real Madrid (0-3). Nell'estate 2003 è stato ceduto in prestito fino al termine della stagione al Siena. Con il club bianconero ha ottenuto il posto da titolare e disputato 31 incontri in campionato. Rientrato alla Roma al termine del prestito, è diventato titolare sulla fascia sinistra. Ha militato nel club capitolino fino al 2006, totalizzando 61 presenze e una rete in campionato. Il 30 agosto 2006 è stato ufficializzato il trasferimento a titolo definitivo al Monaco. L'esordio con il club monegasco è avvenuto il 9 settembre 2006, nell'incontro di campionato Auxerre-Monaco (2-1). Ha militato nel club monegasco per due stagioni e mezzo, totalizzando 60 presenze e 4 reti in campionato. Il 29 gennaio 2009 si è trasferito in prestito all'Hertha Berlino, club tedesco. Il 19 luglio 2009 è stato annunciato il suo ritorno al Gimnasia La Plata. Il ritorno in Argentina, però, è durato poco: il successivo 11 agosto ha annunciato la propria intenzione di lasciare la squadra e il 20 agosto ha firmato un contratto biennale con la Dinamo Zagabria. Ha militato nel club croato per due stagioni e mezzo, totalizzando 54 presenze in campionato. Nel dicembre 2011 è passato all'Atlas, club messicano. Dopo due stagioni e mezzo con il club rossonero, nell'estate 2014 è passato al Leones Negros UdeG, club con cui ha concluso la propria carriera da calciatore nel 2015.

#### Nazionale
Nel 1997 ha vinto i Mondiali Under-20 con la Nazionale argentina di categoria. Ha collezionato 4 presenze con la nazionale maggiore, con la quale ha preso parte ai Mondiali 2006 in Germania. Il 7 giugno 2006, mentre è in ritiro con la squadra, gli viene data la notizia della morte di suo padre. La FIFA dedica un minuto di silenzio prima della partita d'inaugurazione del mondiale 2006 alla memoria dei padri di Oswaldo Sánchez e di Leandro Cufré. Nella stessa competizione viene espulso dopo la sconfitta ai rigori della nazionale argentina contro la Germania nei quarti di finale, venendo poi squalificato per 4 partite a causa del calcio all'inguine rifilato a Mertesacker. Comunque dopo l'esperienza in Germania non fu più convocato in nazionale e quindi la squalifica non fu mai applicata: segnò tuttavia la fine della sua carriera in nazionale.

### Allenatore
Ha iniziato la propria carriera da allenatore nel 2016, come vice allenatore del Cruz Azul. Nel 2018 ha ricoperto lo stesso incarico al Santos Laguna. L'11 marzo 2019 è stato annunciato come nuovo tecnico dell'Atlas. Il 30 gennaio 2020 è stato esonerato. Il 30 novembre 2021 è entrato nello staff tecnico della Nazionale venezuelana, assumendo il ruolo di vice del commissario tecnico José Pekerman.

## Statistiche

### Presenze e reti nei club
| Stagione               | Squadra                | Campionato             | Campionato | Campionato | Coppe nazionali | Coppe nazionali | Coppe nazionali | Coppe continentali | Coppe continentali | Coppe continentali | Altre coppe | Altre coppe | Altre coppe | Totale | Totale | Totale |
| Stagione               | Squadra                | Comp                   | Pres       | Reti       | Comp            | Pres            | Reti            | Comp               | Pres               | Reti               | Comp        | Pres        | Reti        | Pres   | Reti   |        |
| ---------------------- | ---------------------- | ---------------------- | ---------- | ---------- | --------------- | --------------- | --------------- | ------------------ | ------------------ | ------------------ | ----------- | ----------- | ----------- | ------ | ------ | ------ |
| 1996-1997              | Gimnasia (LP)          | PD                     | 11         | 0          | -               | -               | -               | -                  | -                  | -                  | -           | -           | -           | 11     | 0      |        |
| 1997-1998              | Gimnasia (LP)          | PD                     | 25         | 0          | -               | -               | -               | -                  | -                  | -                  | -           | -           | -           | 25     | 0      |        |
| 1998-1999              | Gimnasia (LP)          | PD                     | 26         | 0          | -               | -               | -               | -                  | -                  | -                  | -           | -           | -           | 26     | 0      |        |
| 1999-2000              | Gimnasia (LP)          | PD                     | 33         | 2          | -               | -               | -               | -                  | -                  | -                  | -           | -           | -           | 33     | 2      |        |
| 2000-2001              | Gimnasia (LP)          | PD                     | 36         | 2          | -               | -               | -               | -                  | -                  | -                  | -           | -           | -           | 36     | 2      |        |
| giu.-ago. 2001         | Gimnasia (LP)          | PD                     | 2          | 0          | -               | -               | -               | -                  | -                  | -                  | -           | -           | -           | 2      | 0      |        |
| Totale Gimnasia (LP)   | Totale Gimnasia (LP)   | Totale Gimnasia (LP)   | 131        | 4          |                 | -               | -               |                    | -                  | -                  |             | -           | -           | 131    | 4      |        |
| 2001-2002              | Roma                   | A                      | 0          | 0          | CI              | 3               | 0               | CL                 | 0                  | 0                  | -           | -           | -           | 3      | 0      |        |
| 2002-2003              | Roma                   | A                      | 8          | 0          | CI              | 3               | 0               | CL                 | 6                  | 0                  | -           | -           | -           | 17     | 0      |        |
| Totale Roma            | Totale Roma            | Totale Roma            | 8          | 0          |                 | 6               | 0               |                    | 6                  | 0                  |             | -           | -           | 20     | 0      |        |
| 2003-2004              | Siena                  | A                      | 31         | 0          | CI              | 4               | 0               | -                  | -                  | -                  | -           | -           | -           | 35     | 0      |        |
| 2004-2005              | Roma                   | A                      | 33         | 0          | CI              | 7               | 0               | CL                 | 6                  | 0                  | -           | -           | -           | 46     | 0      |        |
| 2005-2006              | Roma                   | A                      | 28         | 1          | CI              | 5               | 0               | UEFA               | 8                  | 1                  | -           | -           | -           | 41     | 2      |        |
| giu.-ago. 2006         | Roma                   | A                      | 0          | 0          | CI              | 0               | 0               | CL                 | 0                  | 0                  | SCI         | 1           | 0           | 1      | 0      |        |
| Totale Roma            | Totale Roma            | Totale Roma            | 61         | 1          |                 | 12              | 0               |                    | 14                 | 1                  |             | 1           | 0           | 88     | 2      |        |
| 2006-2007              | Monaco                 | L1                     | 20         | 0          | CF+CDLL         | 1+1             | 0+0             | -                  | -                  | -                  | -           | -           | -           | 22     | 0      |        |
| 2007-2008              | Monaco                 | L1                     | 25         | 1          | CF+CDLL         | 1+1             | 0+0             | -                  | -                  | -                  | -           | -           | -           | 27     | 1      |        |
| 2008-gen. 2009         | Monaco                 | L1                     | 15         | 3          | CF+CDLL         | 0+0             | 0+0             | -                  | -                  | -                  | -           | -           | -           | 15     | 3      |        |
| Totale Monaco          | Totale Monaco          | Totale Monaco          | 60         | 4          |                 | 4               | 0               |                    | -                  | -                  |             | -           | -           | 64     | 4      |        |
| gen.-giu. 2009         | Hertha Berlino         | BL                     | 5          | 0          | DFBP            | 0               | 0               | UEFA               | 0                  | 0                  | -           | -           | -           | 16     | -29    |        |
| lug.-ago. 2009         | Gimnasia (LP)          | PD                     | 0          | 0          | -               | -               | -               | -                  | -                  | -                  | -           | -           | -           | 0      | 0      |        |
| 2009-2010              | Dinamo Zagabria        | 1. HNL                 | 18         | 0          | HNK             | ?               | ?               | EL                 | 4                  | 0                  | -           | -           | -           | 22+    | 0+     |        |
| 2010-2011              | Dinamo Zagabria        | 1. HNL                 | 26         | 0          | HNK             | ?               | ?               | CL+EL              | 2+8                | 0+0                | -           | -           | -           | 36+    | 0+     |        |
| 2011-gen. 2012         | Dinamo Zagabria        | 1. HNL                 | 10         | 0          | HNK             | ?               | ?               | CL                 | 3                  | 0                  | -           | -           | -           | 13+    | 0+     |        |
| Totale Dinamo Zagabria | Totale Dinamo Zagabria | Totale Dinamo Zagabria | 54         | 0          |                 | ?               | ?               |                    | 17                 | 0                  |             | -           | -           | 71+    | 0+     |        |
| gen.-giu. 2012         | Atlas                  | PD                     | 16         | 1          | -               | -               | -               | -                  | -                  | -                  | -           | -           | -           | 16     | 1      |        |
| 2012-2013              | Atlas                  | LMX                    | 28         | 0          | CMX             | 1               | 0               | -                  | -                  | -                  | -           | -           | -           | 29     | 0      |        |
| 2013-2014              | Atlas                  | LMX                    | 28         | 0          | CMX             | 1               | 0               | -                  | -                  | -                  | -           | -           | -           | 29     | 0      |        |
| Totale Atlas           | Totale Atlas           | Totale Atlas           | 72         | 1          |                 | 2               | 0               |                    | -                  | -                  |             | -           | -           | 74     | 1      |        |
| 2014-2015              | Leones Negros UdeG     | LMX                    | 22         | 0          | CMX             | 4               | 1               | -                  | -                  | -                  | -           | -           | -           | 26     | 1      |        |
| Totale carriera        | Totale carriera        | Totale carriera        | 444        | 10         |                 | 32+             | 1+              |                    | 37                 | 1                  |             | 1           | 0           | 514+   | 12+    |        |

### Cronologia presenze e reti in nazionale
| Cronologia completa delle presenze e delle reti in nazionale ― Argentina | Cronologia completa delle presenze e delle reti in nazionale ― Argentina | Cronologia completa delle presenze e delle reti in nazionale ― Argentina | Cronologia completa delle presenze e delle reti in nazionale ― Argentina | Cronologia completa delle presenze e delle reti in nazionale ― Argentina | Cronologia completa delle presenze e delle reti in nazionale ― Argentina | Cronologia completa delle presenze e delle reti in nazionale ― Argentina | Cronologia completa delle presenze e delle reti in nazionale ― Argentina |
| Data                                                                     | Città                                                                    | In casa                                                                  | Risultato                                                                | Ospiti                                                                   | Competizione                                                             | Reti                                                                     | Note                                                                     |
| ------------------------------------------------------------------------ | ------------------------------------------------------------------------ | ------------------------------------------------------------------------ | ------------------------------------------------------------------------ | ------------------------------------------------------------------------ | ------------------------------------------------------------------------ | ------------------------------------------------------------------------ | ------------------------------------------------------------------------ |
| 20-12-2000                                                               | Los Angeles                                                              | Argentina                                                                | 2 – 0                                                                    | Messico                                                                  | Amichevole                                                               | -                                                                        | 75’                                                                      |
| 26-3-2005                                                                | La Paz                                                                   | Bolivia                                                                  | 1 – 2                                                                    | Argentina                                                                | Qual. Mondiali 2006                                                      | -                                                                        |                                                                          |
| 30-5-2006                                                                | Salerno                                                                  | Argentina                                                                | 2 – 0                                                                    | Angola                                                                   | Amichevole                                                               | -                                                                        | 82’                                                                      |
| 21-6-2006                                                                | Francoforte                                                              | Argentina                                                                | 0 – 0                                                                    | Paesi Bassi                                                              | Mondiali 2006 - 1º turno                                                 | -                                                                        |                                                                          |
| Totale                                                                   |                                                                          | Presenze                                                                 | 4                                                                        |                                                                          | Reti                                                                     | 0                                                                        |                                                                          |

## Palmarès

### Club

#### Competizioni nazionali
- Campionato croato: 2

Dinamo Zagabria: 2009-2010, 2010-2011
- Coppa di Croazia: 1

Dinamo Zagabria: 2010-2011
- Supercoppa di Croazia: 1

Dinamo Zagabria: 2010-2011

### Nazionale
- Campionato mondiale Under-20: 1

1997